# Misumenoides nigripes
Misumenoides nigripes är en spindelart som beskrevs av Cândido Firmino de Mello-Leitão 1929. 
Misumenoides nigripes ingår i släktet Misumenoides och familjen krabbspindlar. Inga underarter finns listade i Catalogue of Life.